# I due baroni di Rocca Azzurra
I due baroni di Rocca Azzurra és una òpera en dos actes composta per Domenico Cimarosa sobre un llibret italià de Giuseppe Palomba. S'estrenà al Teatro Valle de Roma el carnestoltes de 1783.
El 1793 es representà al Teatro del Fondo de Nàpols, el 1802 a Mòdena com La sposa in contrasto.